# Nepenthes sanguinea
Nepenthes sanguinea is een vleesetende bekerplant uit de familie Nepenthaceae. De soort is inheems op het Maleisisch schiereiland en het uiterste zuiden van Thailand. Hij is aangetroffen op een hoogte van 300 tot 1800 meter boven zeeniveau.
Nepenthes sanguinea is een relatief grote Nepenthes-plant. De vangbekers zijn 10 tot 30 centimeter groot en variëren van groen met geel tot oranje met rood. De binnenzijde is gewoonlijk gespikkeld.
De plant werd rond 1847 naar Europa gebracht door de botanicus en plantenverzamelaar Thomas Lobb. Hier werd de plant gecultiveerd in de Britse Veitch and Sons-kwekerijen. In 1849 werd de plant formeel beschreven door John Lindley. De soortnaam is afgeleid van sanguineus, Latijn voor 'bloedrood'.
De volgende natuurlijke hybriden van Nepenthes sanguinea zijn beschreven:
- ? N. albomarginata × N. sanguinea
- N. macfarlanei × N. sanguinea
- N. ramispina × N. sanguinea

... · 
N. alata · 
N. albomarginata · 
N. ampullaria · 
N. argentii · 
N. aristolochioides · 
N. attenboroughii · 
N. bicalcarata · 
N. bokorensis · 
N. bongso · 
N. boschiana · 
N. burkei · 
N. campanulata · 
N. chaniana · 
N. danseri · 
N. deaniana · 
N. densiflora · 
N. diatas · 
N. distillatoria · 
N. edwardsiana · 
N. ephippiata · 
N. gracilis · 
N. gymnamphora · 
N. hirsuta · 
N. inermis · 
N. insignis · 
N. jamban · 
N. khasiana · 
N. lamii · 
N. leyte · 
N. lingulata · 
N. lowii · 
N. macfarlanei · 
N. macrophylla · 
N. madagascariensis · 
N. masoalensis · 
N. maxima · 
N. mirabilis · 
N. monticola · 
N. northiana · 
N. ovata · 
N. peltata · 
N. pervillei · 
N. pitopangii · 
N. rafflesiana · 
N. rajah ·
N. rhombicaulis · 
N. rosea ·
N. sanguinea · 
N. sibuyanensis · 
N. spathulata · 
N. tenax · 
N. tenuis · 
N. veitchii ·
N. ventricosa ·
N. vieillardii ·
N. villosa · 
...